# Kossuth (Missisipi)
Kossuth – wieś w Stanach Zjednoczonych, w stanie Missisipi, w hrabstwie Alcorn.